# Langosco
Langosco ist eine Gemeinde (comune) mit 373 Einwohnern (Stand 31. Dezember 2023) in der südwestlichen Lombardei im Norden Italiens. Die Gemeinde liegt etwa 46 Kilometer westlich von Pavia in der Lomellina und grenzt unmittelbar an die Provinz Vercelli. Die Grenze bildet die Sesia.

## Persönlichkeiten
- Luigi Casale (1882–1927), Chemiker